# بهرام‌باغ
بهرام‌باغ (به لاتین: Bəhrambağ) یک منطقه مسکونی در جمهوری آذربایجان است که در شهرستان گوی‌گول واقع شده‌است.